# Generalmajor (Finska)
Generalmajor (finsko Kenraalimajuri in švedsko Generalmajor) je drugi najnižji (dvozvezdni) generalski čin v Finski kopenski vojski in Finskem vojnem letalstvu. Spada v Natov razred OF-07. 
Generalmajor po navadi zaseda položaj poveljnika korpusa, položaj načelnika Generalštaba Finske kopenske vojske ali poveljnika Finskega vojnega letalstva oz. zaseda višji administrativno oz. štabni položaj. Nadrejen je činu brigadnega generala in podrejen činu generalporočnika. Enakovreden je činu kontraadmirala v Finski vojni mornarici.
Prvotna oznaka čina, ki se nahaja na ovratniku uniforme, je do leta 1995 en zlati lev Finske, nato pa je bil oktobra 1995 spremenjena v dva zlata leta. Narokavna oznaka čina je sestavljena iz enega širokega (zlatega) traku in enega ožjega traku.